# 9448 Donaldavies
9448 Donaldavies è un asteroide della fascia principale. Scoperto nel 1997, presenta un'orbita caratterizzata da un semiasse maggiore pari a 2,7150820 UA e da un'eccentricità di 0,0344234, inclinata di 3,70998° rispetto all'eclittica.